# قطعنامه ۱۴۶۵ شورای امنیت
قطعنامه ۱۴۶۵ شورای امنیت سازمان ملل متحد که در تاریخ ۱۳ فوریه ۲۰۰۳ تصویب شد، سندی بین‌المللی دربارهٔ تهدید صلح و امنیت بین‌المللی ناشی از اقدامات تروریستی است. این قطعنامه طی نشست ۴۷۰۶ام با ۱۵ رای موافق، ۰ مخالف و ۰ ممتنع تصویب شد.